# مهلقا جابري
مَهْلَقا جابِري دَشْتِسْتاني (بالفارسية: مه‌لقا جابری دشتستانی) تعرف أيضًا بـآيشا يونيك (17 يونيو 1989) عارضة أزياء إيرانية أمريكية.  ولدت في أصفهان ونشأت ودرست بها. دعمتها أختها راحيلة في العرض ثم دخلت عالم الموضة احترافيًا بعد أن هاجرت إلى الولايات المتحدة في 2009. تتميز بعيونها ورقبتها الطويلة من بين العارضات المشرقيات وهي ذات شهرة واسعة في العالم العربي والهندي والغربي، عدا وطنها. 

## سيرتها
ولدت مَهلَقا جابري دَشتِستاني يوم 17 يونيو 1989 في مدينة أصفهان ونشأت ودرست فيها حتى حصلت على شهادة إتمام الدراسة الثانوية في الرياضيات والفيزياء. اهتمت بالفن والرسم في مراهقتها. دعمتها أختها راحِلة جابري للعرض الأزياء، وراحلة هي انتختبها للعرض أولًا لمشاريعها الفوتوغرافية، مما دفعت مهلقا إلى الاهتمام بالموضة ومتابعتها احترافيًا. تكمّلت موهبتها خلال سنواتها الأولى. هاجرت من إيران إلى الولايات المتحدة في 2009 وسكنت سن ديغو في كاليفورنيا. واصلت مهنتها وعملت مع كل من فيليب بلين، وجيس، وميخائيل كوستيلو، ومارك جاكوبس وغيرهم. فأصبحت عارضة أزياء مشهورة عالميًا. 
```
لقبتها العديد من وكالات الأنباء الهندية بـ«
آيشواريا راي
 الإيرانية». 
[
7
]
في نوفمبر 2013 في التصويت أجراه موقع مجلة 
سيدتي
 حول «النجمة صاحبة أجمل عيون»، نالت مهلقا جابري هذا اللقب بـ815 صوتاً فيما حلّت 
توبا بويوكستون
 في المرتبة الثانية.
[
8
]
اختيرت ضمن قائمة 100 أجمل امرأة في العالم لعام 2016 من قبل مجلة «مجلة مود لايف ستايل» في المركز 12. 
[
9
]
[
10
]
```

## حياتها الشخصية
هي مسلمة  ولها شقيقتان هما راحلة وآرِزو الفنانان في الوسط الفني. في مقابلة بتاريخ 21 يونيو 2019 قالت أنها تمارس الرياضة لمدة ساعة في اليوم وتهتم أيضًا بسباحة وتدريب بالأثقال، وهي في «علاقة صحية وسعيدة للغاية» في الحب. وصرّحت أن ميزتها الخاصة هي رقبتها الطويلة، فعادة ما تبدو أطول بكثير في الصور.  لها حضور بارز في مواقع التواصل الاجتماعي وقد دخلت فيسبوك، وتويتر، وإنستغرام وتيك توك. عدد متابعي صفحتها في إنستغرام 4 ملايين متابع. 